# العلاقات التونسية الفيتنامية
العلاقات التونسية الفيتنامية هي العلاقات الثنائية التي تجمع بين تونس وفيتنام.

## مقارنة بين البلدين
هذه مقارنة عامة ومرجعية للدولتين:
| وجه المقارنة                                              | تونس                                       | فيتنام           |
| --------------------------------------------------------- | ------------------------------------------ | ---------------- |
| المساحة (كم2)                                             | 163.61 ألف                                 | 331.69 ألف       |
| عدد السكان (نسمة)                                         | 11.53 مليون                                | 94.66 مليون      |
| الكثافة السكانية (ن./كم²)                                 | 70.47                                      | 285.39           |
| العاصمة                                                   | تونس                                       | هانوي            |
| اللغة الرسمية                                             | اللغة العربية                              | اللغة الفيتنامية |
| العملة                                                    | دينار تونسي                                | دونغ فيتنامي     |
| الناتج المحلي الإجمالي (بليون دولار)                      | 40.26 مليار                                | 234.19 مليار     |
| الناتج المحلي الإجمالي (تعادل القوة الشرائية) بليون دولار | 129.05 مليار                               | 553.42 مليار     |
| الناتج المحلي الإجمالي الاسمي للفرد دولار أمريكي          | 3.87 ألف                                   | 2.48 ألف         |
| الناتج المحلي الإجمالي للفرد دولار أمريكي                 | 11.44 ألف                                  | 5.63 ألف         |
| مؤشر التنمية البشرية                                      | 0.721                                      | 0.666            |
| رمز المكالمات الدولي                                      | +216                                       | +84              |
| رمز الإنترنت                                              | .tn                                        | .vn              |
| المنطقة الزمنية                                           | ت ع م+01:00، توقيت وسط أوروبا، ت ع م+02:00 | ت ع م+07:00      |

## منظمات دولية مشتركة
يشترك البلدان في عضوية مجموعة من المنظمات الدولية، منها:
| علم المنظمة | اسم المنظمة                        | تاريخ انضمام تونس | تاريخ انضمام فيتنام |
| ----------- | ---------------------------------- | ----------------- | ------------------- |
|             | يونسكو                             | 8 نوفمبر 1956     | 6 يوليو 1951        |
|             | الفريق المعني برصد الأرض           | ?                 | ?                   |
|             | مؤسسة التمويل الدولية              | 25 يوليو 1962     | 4 أغسطس 1967        |
|             | منظمة حظر الأسلحة الكيميائية       | ?                 | ?                   |
|             | مؤسسة التنمية الدولية              | 30 ديسمبر 1960    | 24 سبتمبر 1960      |
|             | منظمة التجارة العالمية             | ?                 | 11 يناير 2007       |
|             | وكالة ضمان الاستثمار متعدد الأطراف | 7 يونيو 1988      | 5 أكتوبر 1994       |
|             | الاتحاد البريدي العالمي            | ?                 | ?                   |
|             | الاتحاد الدولي للاتصالات           | 14 ديسمبر 1956    | 24 سبتمبر 1951      |
|             | منظمة الشرطة الجنائية الدولية      | ?                 | ?                   |
|             | الأمم المتحدة                      | 12 نوفمبر 1956    | 20 سبتمبر 1977      |
|             | البنك الدولي للإنشاء والتعمير      | 14 أبريل 1958     | 21 سبتمبر 1956      |
|             | المنظمة الهيدروغرافية الدولية      | ?                 | ?                   |

## وصلات خارجية
- موقع وزارة الخارجية التونسية
- موقع وزارة الخارجية الفيتنامية